# Harald Weinrich
Harald Weinrich (* 24. September 1927 in Wismar; † 26. Februar 2022 in Münster) war ein deutscher Romanist, Germanist, Linguist und Literaturwissenschaftler. Seine beiden Textgrammatiken der französischen (1982) und deutschen Sprache (1993)  gelten als Standardwerke.

## Leben und Wirken
Harald Weinrich studierte nach Kriegsdienst und -gefangenschaft Romanistik, Germanistik, Latinistik und Philosophie in Münster, Freiburg, Toulouse und Madrid. Er wurde 1954 in Münster bei Heinrich Lausberg mit der Dissertation Ingenium Don Quichotes promoviert.
Vier Jahre später wurde er dort mit Phonologischen Studien zur romanischen Sprachgeschichte habilitiert. Seine erste Professur als Romanist erhielt er mit 32 Jahren an der Christian-Albrechts-Universität Kiel. Später wurde er berufen an die Universität zu Köln und an die Universität Bielefeld, wo er von 1972 bis 1974 auch als Direktor am Zentrum für interdisziplinäre Forschung tätig war. Auch folgte er einem Ruf an die Ludwig-Maximilians-Universität München auf den neu geschaffenen Lehrstuhl für Deutsch als Fremdsprache. 1992 wurde er zum Professor am Pariser Collège de France ernannt, wo er bis 1998 lehrte. Er war Gastprofessor an den Universitäten von Michigan und Princeton sowie Fellow des Wissenschaftskolleg zu Berlin. An der Scuola Normale in Pisa hatte er den Galilei-Lehrstuhl inne.
Er trug in Bielefeld und München wesentlich zur Etablierung des Fachs Deutsch als Fremdsprache (DaF) als eigenständiger akademischer Disziplin im deutschsprachigen Raum bei. An seinem Institut verband sich die Betrachtung von Lernen unter Bedingungen der Interkulturalität mit 'handfester' Didaktik. Der Magister Artium DaF  wurde in der Folge zu einem qualifizierten und anerkannten Zugang zur Arbeit in der Erwachsenenbildung.
Zusammen mit Irmgard Ackermann leitete er in seiner Zeit als Ordinarius an dem von ihm gegründeten Institut für Deutsch als Fremdsprache an der Ludwig-Maximilians-Universität München (ab Wintersemester 1978/79) die literaturwissenschaftliche Rezeption der deutschsprachigen Migrantenliteratur  ein, was unter anderem ab 1985 zur Einrichtung des jährlich verliehenen Adelbert-von-Chamisso-Preises für deutschschreibende Autoren nichtdeutscher Herkunft führte.
Weinrich war Mitglied mehrerer in- und ausländischer Akademien, darunter der Accademia dei Lincei (Rom) seit 2003 und der Accademia della Crusca in Florenz seit 1977, sowie des PEN-Zentrums Deutschland. Als Mitglied des Vereins Deutsche Sprache unterstützte er die Aktion Lebendiges Deutsch. 1949 wurde Weinrich als Student Mitglied des katholischen Studentenvereins Hansea-Halle zu Münster im KV. Der Romanist überließ im Mai 2013 sein Archiv als Vorlass dem Deutschen Literaturarchiv Marbach. Harald Weinrich starb am 26. Februar 2022 in Münster.

## Stilistik
„Da ist der berühmte Weinrich-Sound, sein Stil, der ihn hervorhebt unter so vielen anderen deutschschreibenden Gelehrten. Er schreibt klar, anmutig, sogar heiter gelöst, aber diese Gelöstheit ist immer durch Ernst, die römische Mannestugend der gravitas, gezügelt. […] Mit 32 Jahren bereits war Weinrich Professor – in Kiel. Dann ging es nach Köln, nach Bielefeld, wo er eine Universität neuen Typs mitbegründete (das Zauberwort war damals ‚Interdisziplinarität‘), nach München. Ja, und dann kam die Berufung auf einen ordentlichen Lehrstuhl für Romanistik am legendären ‚Collège de France‘ in Paris. Ein deutscher Professor in diesem 1529 von Franz I. gegründeten Institut ist sensationell: ‚ein bedeutendes Ereignis der europäischen Wissenschaftspolitik‘, schrieb Wolf Lepenies. Der nunmehr doppelt Emeritierte hat alle Preise erhalten, die in seinem Bereich infrage kommen. Und einen wichtigen hat er selbst geschaffen: den ‚Adelbert-von-Chamisso-Preis‘ der Robert-Bosch-Stiftung für Deutsch schreibende Ausländer.“

Im Jahre 1992 erhielt er den Bayerischen Literaturpreis (Karl-Vossler-Preis) für wissenschaftliche Darstellungen von literarischem Rang.

## Weinrichs Textgrammatik
Einen ganz eigenen Versuch legte Weinrich 1993 mit seiner Textgrammatik vor. Es handelt sich hier nicht um Textgrammatik im Sinne einer linguistischen Disziplin, sondern um den Versuch, eine Grammatik aus einer im Vergleich zu anderen Ansätzen veränderten Perspektive zu schreiben – aus der Perspektive des Textes bzw. seiner kohäsiven, den Text verflechtenden Mittel.
Weinrich behandelt darin in weiten Teilen die klassischen Themen der Grammatik: Morphologie und Syntax, geht dabei aber auch von dialogischen Texten aus, was besonders deutlich in Kapitel 8: Syntax des Dialogs zum Ausdruck kommt. Er bezeichnet sein Werk dementsprechend auch als Dialoggrammatik.

### Tempustheorie in narrativen Texten

#### Temporagruppen
Für Weinrich sind zur Erklärung des gesamten Tempussystems einer Sprache drei Gegensatzpaare maßgebend. Weinrichs Bestreben ist es, für die Tempussysteme völlig andersartige Kategorien zu entwickeln; das führte ihn zu den Überlegungen, die die Tempora als kommunikativ orientierte Kategorien fassen möchten. Zum Verständnis erforderliche weitere Begriffe sind:
- Sprechhaltung sowie die durch die Haltung des Sprechers erzeugte Haltung im Rezipienten oder Zuhörer
- Tempusregister: Besprechen vs. Erzählen
- Sprecher- oder Tempusperspektive: Rückschau vs. Vorschau
- Tempusrelief: Vordergrund vs. Hintergrund

Durch seine Sprechhaltung, seine Einstellung zu der Handlung oder dem Ereignis signalisiert der Sprecher dem Hörer entweder, dass er bei der Rezeption eine Haltung der Gespanntheit, oder aber, dass er eine Haltung der Entspanntheit einnehmen sollte. Die zwei unterschiedlichen Tempusregister betreffen die Sprechhaltung, die der Sprecher einnimmt, oder die Rezeptionshaltung, die vom Hörer erwartet wird.
Die gespannte Haltung ist die besprochene Welt und steht der entspannten Haltung der erzählten Welt gegenüber. Zum Tempusregister der besprochenen Welt gehören in der deutschen Sprache in erster Linie das zusammengesetzte Perfekt, das Präsens und das Futur, während zu der erzählten Welt vor allem das Plusquamperfekt, das Präteritum, das einfache Perfekt und das Konditional gehören.
Die Tempusperspektive gliedert sich in eine Neutralperspektive und eine Differenzperspektive. Letztere unterteilt sich wiederum in eine Rückperspektive und Vorausperspektive. Die Tempusperspektive entspricht dem, was in der traditionellen Grammatik mit Gleichzeitigkeit bezeichnet wird. Bei Weinrich wird die Differenzperspektive weiter unterteilt in ein Rückschautempus oder Nachzeitigkeit und in ein Vorschautempus oder Vorzeitigkeit.
Mit der Tempusperspektive unterscheidet Weinrich die Sprechzeit bzw. Textzeit von der Aktzeit bzw. Handlungszeit. Der Sprecher weist gewissermaßen den Hörer an, dass er auf die Aktzeit zurückblicken oder aber auf die Aktzeit vorausschauen soll. Hieraus folgert Weinrich, dass es neben den Tempora der Rückschau auch Tempora der Vorausschau gäbe. Wie mit dem Begriff Textzeit angedeutet wird, versteht man hierunter jene Zeit, die den Text und seine Textstellen in seinem vollständigen zeitlichen Ablauf darstellt. Ein erzählender Text wird durch seine Handlungen und Ereignisse gestaltet; diese stehen in einer zeitlichen Ordnung. Ein solcher zeitlicher Ablauf der Handlungen und Ereignisse markiert die Handlungszeit. An diesen Textstellen erkennt der Rezipient die Hinweise, die über die Differenzen zwischen der Textzeit und der Handlungszeit Auskunft geben können und ob die Handlungszeit vor oder nach der Textzeit liegt.
Liegt dabei die Handlungszeit vor der Textzeit, wird nunmehr der Rezipient in die Lage versetzt, auf die mitgeteilte bzw. gelesene Handlung als ein Stück Vergangenheit zurückzuschauen. Diese Perspektive ist nach Weinrich die Rückperspektive oder das Rückschautempus. Liegt aber die Handlungszeit nach der Textzeit, so wird der Rezipient genötigt, die Handlung als einen Ausdruck auf eine zu erwartende Zukunft zu sehen. Weinrich nennt diese Sicht Vorausperspektive oder Vorschautempus.
Weinrich teilt die unterschiedlichen Tempora in narrativen Texten in zwei Gruppen ein: Die eine Gruppe sind die besprechenden Tempora; hierzu zählen das Präsens (fr. Présent, span. Presente), das Perfekt (fr. Passé composé, span. Pretérito perfecto), Futur I und II (span. Futuro simple, Futuro perfecto) und die erzählenden Tempora, hierzu werden das Präteritum (fr. Imparfait, span. Pretérito imperfecto; fr. Passé simple, span. Pretérito indefinido), das Plusquamperfektum (fr. Plus-que-perfait, span. Pretérito pluscuamperfecto), Konjunktiv I und II (fr. Conditionnel I und Conditionnel II, span. Condicional simple und Condicional perfecto).
Textbeispiele für die besprechenden Tempora sind Ansprachen, Aussprachen, Befragungen, Bekanntmachungen, Bekenntnisse, Beratungen, Debatten, Hörspiele, Gesetzgebungen, Interpretationen, Kommentare, Kritiken, Protokolle, Rechenschaftsberichte, Regieanweisungen, mündliche Reportagen, Resümee, Unterricht, Verhandlungen, Verträge, Werbung.
Textbeispiele für erzählende Tempora sind Balladen, Erlebnisberichte, Fabel, Geschichtsschreibung, Jugenderinnerungen, Lebensläufe, Märchen, Memoiren, Mythen, Nacherzählungen, Novellen, Reiseschreibungen, schriftliche Reportagen, Romane, Tatberichte, Utopien, schriftliche Zeugenberichte, Zeitungsberichte.
Unter den genannten Tempora der besprochenen Welt wäre im Deutschen das zusammengesetzte Perfekt ein Rückschautempus und hingegen das Futur ein Vorschautempus. Von den Tempora der erzählten Welt wäre dann das Plusquamperfekt ein Rückschautempus und das Konditional ein Vorschautempus.
Unabhängig davon kann ein Sprecher dem Zuhörer auch mitteilen, dass das Verhältnis von Sprechzeit zur Aktzeit ohne Bedeutung sei. Diese von Weinrich als Null-Tempora bezeichnete Kategorie der besprochenen Welt seien das Präsens und die Tempora der erzählten Welt, das einfache Perfekt und das Imperfekt.
Beide Tempora unterscheiden sich hinsichtlich der Reliefgebung. Das einfache Perfekt wäre das Tempus eines Handlungsvordergrundes, das Imperfekt das eines Handlungshintergrundes.
Versprachlichungen, die in diesen beiden unterschiedlichen Sprechhaltungen gesetzt werden, stehen also für ein gespanntes oder besprechendes Tempus sowie ein entspanntes oder erzählendes Tempus.
Bei einem gespannten oder besprechenden Tempus will der Sprecher auf einen Zuhörer einwirken; er will die Vergangenheit besprechen, denn obgleich das Ereignis oder die Handlung vergangen ist, steht sie der Gegenwart näher als Gegenwärtiges. Das, worauf sich das Tempus bezieht, ist für Sprecher und Zuhörer gleichermaßen aktuell.
Anders beim entspannten oder erzählenden Tempus: Durch die Wahl des Tempus und der daraus entstehenden Distanz zu dem, worauf der Sprecher sich bezieht, verliert sich der unmittelbare Zusammenhang zwischen der Sprechsituation und dem Ereignis oder der Handlung.
Damit ändert Weinrich den klassischen Tempusbegriff insofern, als die (klassifizierbaren) Tempusformen Anzeichen sind, die den Zuhörer zu einer spezifischen Rezeptionshaltung im Kommunikationsakt nötigen. Mit den Tempora wird einer Sprechhaltung Ausdruck verliehen, also wie der Sprecher zu einem Text steht oder stehen soll, entweder besprechend/gespannt oder erzählend/entspannt.
Die Sprecherperspektive ergibt sich als lineare Aneinanderreihung von Tempusanzeichen, auf einen Text bezogen.
Mit Tempusrelief wird der textuelle Vordergrund oder Hintergrund beschrieben.
Damit lautet seine Hypothese, dass das Tempus nichts mit den Zeitstufen traditioneller Grammatiken – die Tempora für die Zeitstufen Vergangenheit, Zukunft und Gegenwart – zu tun habe. Es stünde das Präteritum nicht mit der Vergangenheit, das Präsens nicht mit der Gegenwart und das Futur nicht mit der Zukunft in direkter Verbindung. Die Tempora bezögen sich nach seinen Überlegungen weder auf die natürliche, physikalische Zeit noch auf eine fiktionale Zeit in literarischen Texten.

#### Charakteristik des erzählenden Tempus, Aufbau einer Erzählung
Nach Weinrich sind Erzählungen idealerweise durch eine allgemeine Konstruktion beschrieben. Es ist die Ebene des Tempusreliefs. Zum Beginn der Erzählung ist es nötig, den zu schildernden Inhalt auszubreiten; diese Einleitung steht im Hintergrundtempus, für die romanischen Sprachen (am Beispiel des Französischen und Spanischen wären dies die Tempora fr. imparfait und span. pretérito imperfecto). Der Schluss sucht häufig ebenfalls eine explizite Ausleitung; auch diese steht häufig in den Hintergrundtempora.
Im eigentlichen Erzählkern findet man die Tempora des Hintergrundes (fr. imparfait, plus-que-parfait; span. pretérito imperfecto und pluscuamperfecto) bei den Nebenumständen, also Beschreibungen, Bemerkungen, Reflexionen und Gegenstands- bzw. Umstandsbeschreibungen, die der Erzähler in den Hintergrund gerückt sehen möchte.
So wie für den Hintergrund gibt es auch für den Vordergrund einen gewissen Ermessensspielraum. Dennoch wird im Vordergrundtempus häufig über dasjenige berichtet, um dessentwillen die Geschichte erzählt wird, was sich in einer Inhaltsangabe abbilden würde oder was einen Zuhörer zum Zuhören veranlasst (die Tempora des Vordergrundes sind in den romanischen Sprachen fr. passé simple und span. pretérito indefinido).
Der Hintergrund wäre aus dieser Sicht Dasjenige, was niemanden zum anhaltenden Zuhören bewegen würde, was aber dem Hörer die Orientierung in dem erzählten Text erleichtert.
Diese textuelle Unterscheidung zwischen einem Vordergrund und einem Hintergrund wird von Weinrich als Reliefgebung bezeichnet. Darüber hinaus ist die Abfolge der Tempora in einem Text gewissermaßen geordnet: So findet man sehr häufig Ballungen eines und desselben Tempus; Weinrich spricht von Tempus-Nestern in unmittelbarer Kontext-Nachbarschaft.

## Auszeichnungen
- 1977: Sigmund-Freud-Preis für wissenschaftliche Prosa
- 1990: Friedrich-Märker-Preis
- 1992: Karl-Vossler-Preis
- 1993: Brüder-Grimm-Preis der Stadt Hanau
- 1996: Ernst-Hellmut-Vits-Preis der Westfälischen Wilhelms-Universität in Münster (Westfalen)
- 1997: Hansischer Goethe-Preis
- 2002: Ehrengabe zum Adelbert-von-Chamisso-Preis der Robert Bosch Stiftung[15]
- 2003: Joseph-Breitbach-Preis[16]
- 2008: Meyer-Struckmann-Preis für geistes- und sozialwissenschaftliche Forschung
- 2013: Prix européen de l’essai Charles Veillon, der Europäische Essay-Preis Charles Veillon, für sein Lebenswerk.[17]

Weinrich war Ehrendoktor der Universitäten Bielefeld, Heidelberg und Augsburg.

## Harald-Weinrich-Gastdozentur
Ende Juni 2015 teilte die Universität Bielefeld mit, dass sie vom Sommersemester 2016 an eine Gastdozentur einrichtet, die nach Weinrich benannt worden sei. Erste Dozentin war Claire Kramsch von der University of California in Berkeley.

## Schriften (Auswahl)
- 1956: Das Ingenium Don Quijotes.
- 1958: Phonologische Studien zur romanischen Sprachgeschichte.
- 1964: Tempus. Besprochene und erzählte Welt. Neuauflage: C. H. Beck, München 2001 ISBN 3-406-47876-X.
- 1966: Linguistik der Lüge.
- 1971: Literatur für Leser.
- 1982: Textgrammatik der französischen Sprache.
- 1985: Wege der Sprachkultur. Deutsche Verlags-Anstalt, Stuttgart, ISBN 3-421-06283-8 (München: Deutscher Taschenbuch Verlag, 1988. ISBN 3-423-04486-1)
- 1993: Textgrammatik der deutschen Sprache. Unter Mitarbeit von Maria Thurmair, Eva Breindl, Eva-Maria Willkop. Dudenverlag, Mannheim / Leipzig / Wien / Zürich, ISBN 3-411-05261-9.
- 1997: Lethe. Kunst und Kritik des Vergessens.
- 2001: Kleine Literaturgeschichte der Heiterkeit.
- 2001: Sprache, das heißt Sprachen. Mit einem vollständigen Schriftenverzeichnis des Autors 1956–2001. Narr Verlag, Tübingen.
- 2004: Knappe Zeit. Kunst und Ökonomie des befristeten Lebens.
- 2006: Quante lingue per l'Europa? CUEC Editore, Cagliari (mit Schriftenverzeichnis bis 2006).
- 2007: Wie zivilisiert ist der Teufel? Kurze Besuche bei Gut und Böse.
- 2008: Vom Leben und Lesen der Tiere. Ein Bestiarium. ISBN 978-3-406-57822-9.
- 2012: Über das Haben. 33 Ansichten. ISBN 978-3-406-64094-0.